# プテロダクティルス
プテロダクティルス (学名：Pterodactylus ) は後期ジュラ紀に生息していた翼指竜亜目の翼竜。世界で最も古く報告された翼竜である。テロダクティルスと表記されることもある。
学名はπτερόν （pteron; プテロン）「翼」 + δάκτυλος （daktylos; ダクテューロス）「指」の合成語で、前肢第4指が伸張して翼となっていることから名付けられた。ただし命名後に明らかになったことであるが、この翼が指によって支持されているという点は他の全ての翼竜にも当てはまる特徴である。

## 分布
19世紀初頭に発見された翼竜化石の多くが本属として記載されたため、その分布は一見非常に広く、北アメリカまでも含まれていた。しかしその後それらの化石の多くは詳細な研究の後ディモルフォドン・スカフォグナトゥス・ゲルマノダクティルス・ランフォリンクス・プテラノドンなど新属として再分類され、一時期の混乱は収まった。
現在のところ本属であると見なされている主な化石の産地はドイツであり、ほとんどの標本がゾルンホーフェンとその周辺から産出している。それ以外の地域では、イギリス・フランスなどヨーロッパの他の地域からも化石が報告されており、ヨーロッパ以外では東アフリカからの報告がある。

## 概要

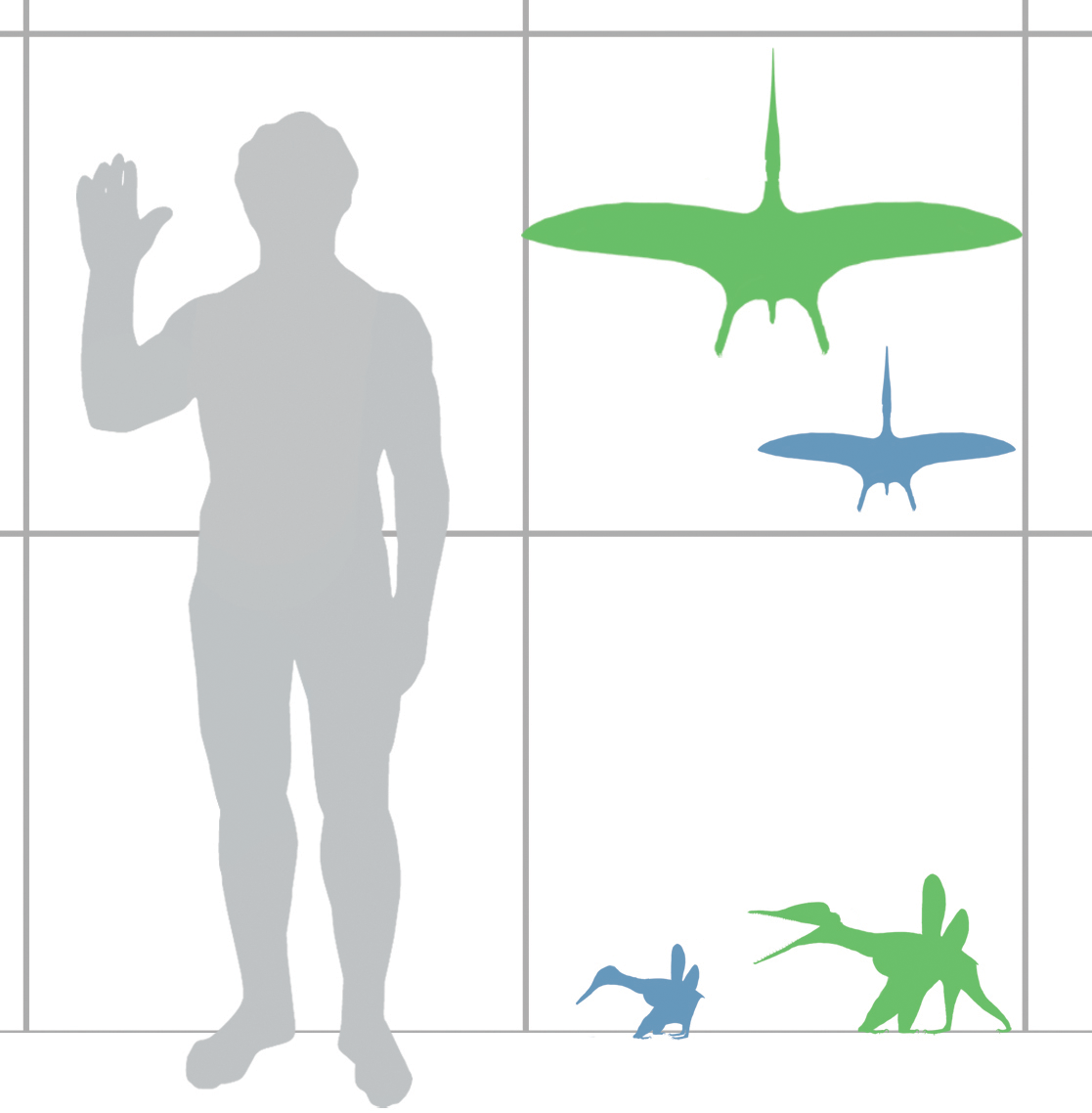
人間との大きさ比較：亜成体の模式標本個体（青）、成体（緑）

現在の所、最古の翼指竜亜目の一つでもある。翼指竜亜目はかつて嘴口竜亜目とよばれていた基盤的翼竜から進化してきたが、プテロダクティルスは短い尾・長い首・短縮した第5趾・伸張した中手骨・癒合した前眼窩窓と鼻孔など、すでに翼指竜亜目として完成した体制を持っており、嘴口竜亜目の特徴を伺わせる部分は既に全くない。頭骨には低い骨質のトサカがあった。
大きさについては、最小種のP. elegans では翼開長25cm程で、これは翼竜全体でも最小の部類に入るが、もっともよく産出するP. kochi で翼開長は約50cm、そして身体の一部しか発見されていないが最大種と推測されるP. grandis では翼開長は推定2.5mと、ヴェルンホファーは記述している。しかし現在ではP. elegans の小個体標本はクテノカスマの幼体であると考えられ 、他の標本も多くが幼体や別属とされてきており、クリストファー・ベネット (S. Christopher Bennett) は成体であることが唯一確実であると考えられる標本から翼開長1.04 m ほどであると2013年に推定した。

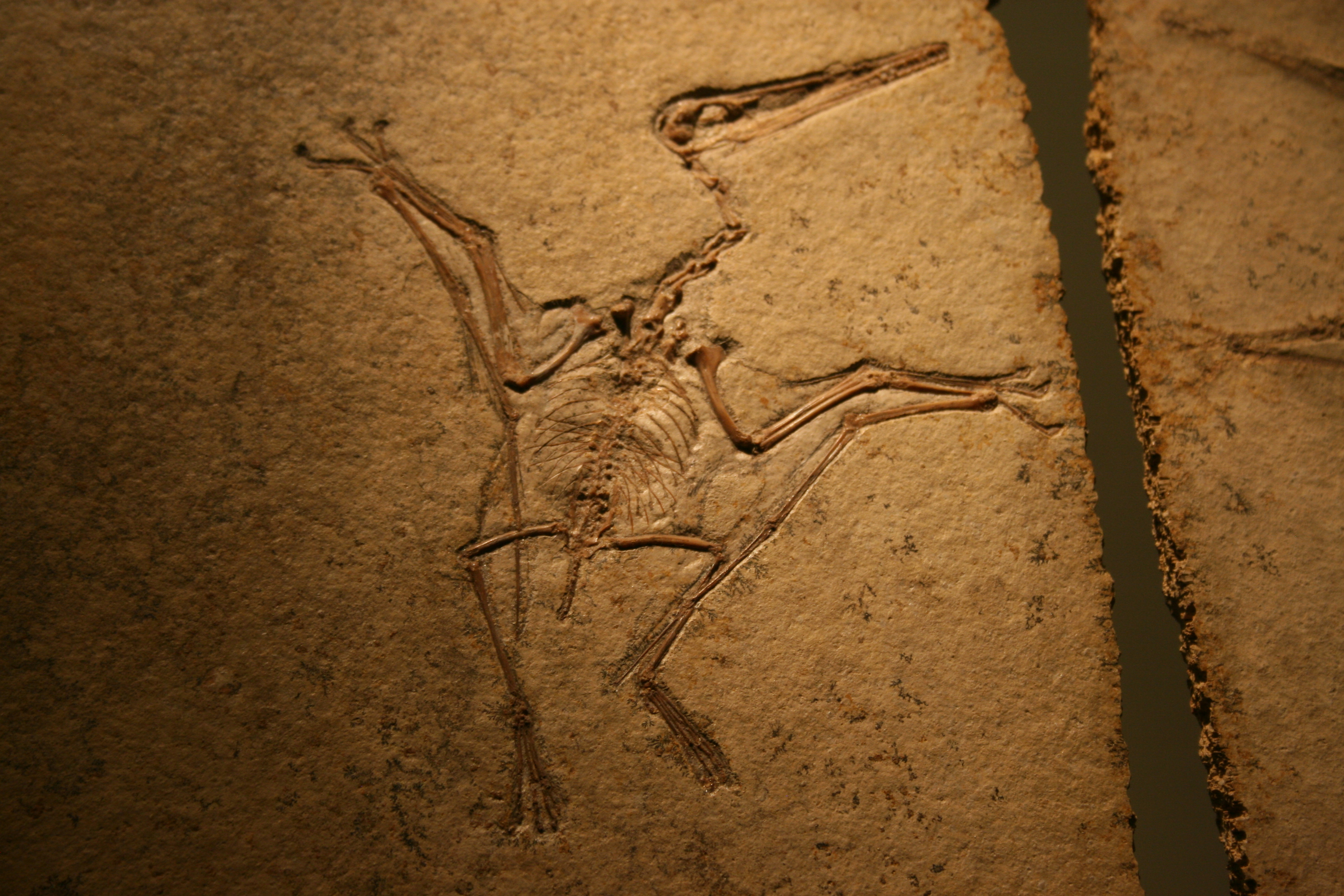
ウィーン自然史博物館標本

ウィーン自然史博物館の保存状態が良好な化石では、翼膜や前翼膜 (Propatagium) だけでなく咽喉嚢などの痕跡も保存されている。それを見る限りでは、コウモリのように足先まで皮膜が繋がっているような翼膜ではなく、脚の大腿部から最大でも下腿部の上半あたりまでしか広がっておらず、趾間に水かきが確認できるとヴェルンホファーはしている。尾膜 (uropatagium)や腿間膜 (cruropatagium) があったという証拠はない。

## 生態

### 生活環

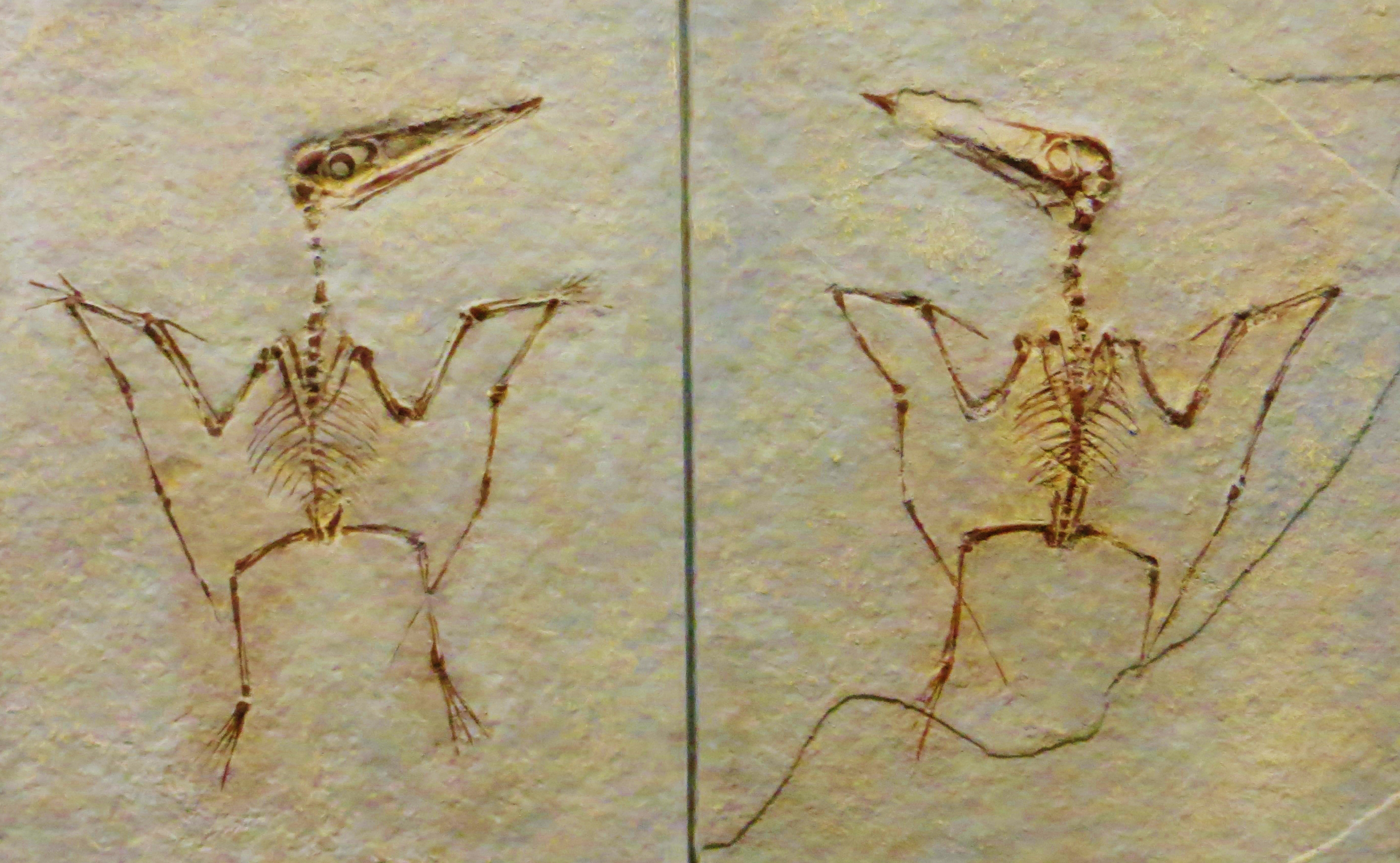
P. spectabilis 種の模式標本。現在では P. antiquus の若年個体であると考えられている。

他の翼竜類と同様に（特にランフォリンクスで顕著であるが）、プテロダクティルス標本も年齢や成熟の度合いによって著しい変化を見せる。四肢骨の比率や頭蓋骨の大きさと形状、歯の形状と大きさ、それらが成長と共に変化する。歴史的にこの事が、様々な成長段階を（これには近縁の翼竜の成長段階も含まれる）プテロダクティルス属の新種であると誤認させる要因となった。既知の標本間の成長曲線を測定するための様々な手法を用いたいくつかの詳細な研究によって、プテロダクティルス属の有効な種は実際には P. antiquus 1種のみであることが示唆されている。
Pterodactylus antiquus の最若年個体（もしくは別種である P. kochi の幼体）標本では歯の数は少なく（15本しかない物もあった）、歯の基部は比較的広い。他の P. antiquus 標本では基部は狭く数も多い（いくつかの標本では現存するだけで90本に達していた）。
プテロダクティルス標本は幾つかの異なる年齢段階に分けられる。1齢段階では頭蓋骨長はわずか15 〜 45 mm しかない。2齢段階はおよそ55 〜 95 mm の長さの頭蓋骨で特徴づけられるが、しかしこれでもまだ未成熟である。大きさによって分けられるこれら2つの段階はかつては P. kochi 種の若年個体と成体として区分されていたが、その後の研究によって「成体」と見なされていた方でも未成熟であり、おそらくは別の属に属することが示された。3齢段階は伝統的な（すなわち旧来の意味での） P. antiquus 標本によって代表されるが、この中にはかつて P. kochi に属していたいくつかの分離した大型標本（大きさの範囲は P. antiquus に重なる）も含まれる。しかしながらこの3齢段階に属する標本も全て未成熟である徴候が見られる。完全に成熟したプテロダクティルス標本は未だ知られていないか、若しくは異なる属に誤分類されてしまっている可能性がある。

### 成長と繁殖期

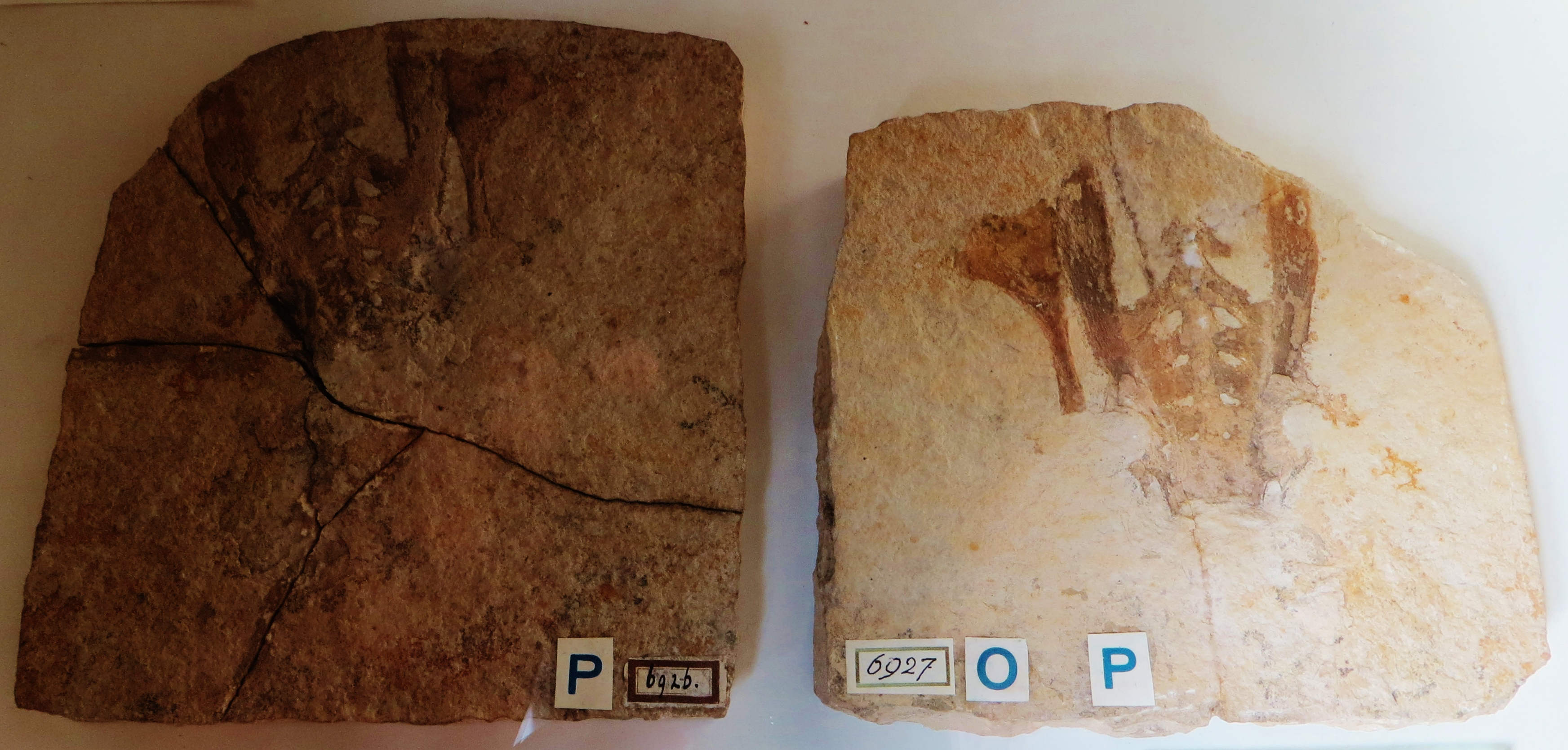
P. grandipelvis 種（現在では疑問名であるとされている）の大型個体の骨盤化石

Pterodactylus antiquus の異なる齢段階から、本種も同時代の Rhamphorhynchus muensteri と同じく決まった季節に繁殖しその生涯を通して成長し続けていたらしいことが示される。新世代の1齢段階個体は繁殖期ごとに生み出されて次の世代が孵化する時までに2齢段階の大きさに成長し、このことから同じような大きさと年齢の個体群からなる異なったグループが化石記録に残される。体サイズが最小の段階はおそらく、生まれて1年未満でまだ飛び始めたばかりの個体群から形成される。2齢段階は1歳から2歳の個体に相当し、数少ない3齢段階は2歳以上の標本で構成される。この成長パターンは現生ワニ類のものに近く、孵化後急速に成長し成体サイズになると成長が止まる鳥類の成長パターンとは異なる。

### 食性

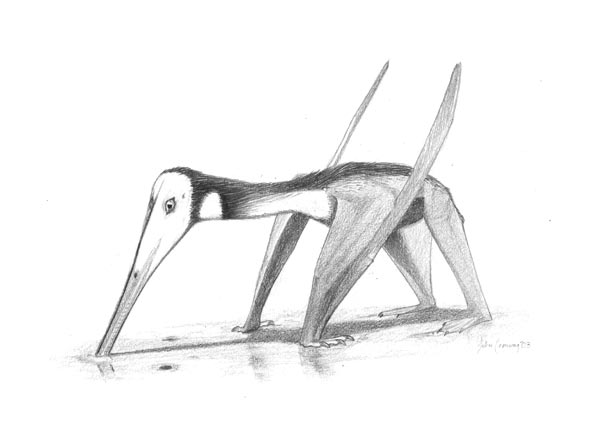
干潟でゴカイを漁る想像図

食性は他の翼竜と同じく魚食性・虫食性などが考えられている。特に魚食は咽に前述の咽喉嚢があることや、実際に体内に消化中の魚の一部が残された化石が発見されていることからも、多くの研究者の認めるところとなっている。また、その細長い口先をピンセットのように使い、シギ類のように岸辺でゴカイなどの無脊椎生物を漁っていたのではないかという考えもある。
この動物が水生動物ではなく飛行動物であったことはほぼ確実であるが餌を捕る際などに泳いだかどうかについては、足の水かきなどを根拠として初めてシーリーによって翼竜は泳げたと主張されて以降も議論は続き、はっきりした結論が出ていない。

### 概日活動周期
多くの脊椎動物の眼球中に発達する強膜輪の外径と内径の比較から、その動物の日周期活動（つまり昼行性か夜行性かなど）が推測できる。この研究を化石として保存されている強膜輪にあてはめた結果、プテロダクティルスは昼行性であると推測されており、同様の方法で夜行性だと推測された同所性のランフォリンクスなどとのニッチ分化を示している可能性がある。

## 発見史

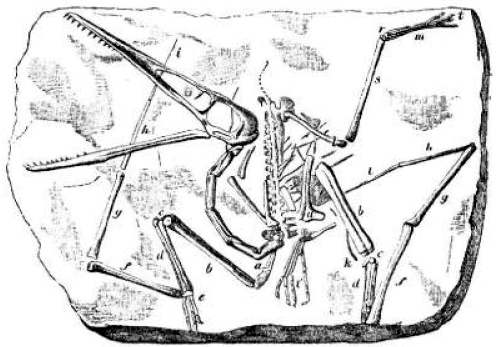
選帝侯コレクションにあった標本の図。本属並びにP. antiquus の模式標本

前述の通りこの動物は世界で初めて発見された翼竜でもあり、その発見史は翼竜という生物そのものの理解の歴史と重なり合う。
この生物の化石が初めて報告されたのは1784年のことであり、ファルツ選帝侯カール・テオドールのコレクション管理を任せられていたイタリア人博物学者コジモ・アレッサンドロ・コリーニ(Cosimo Alessandro Collini) が選帝侯コレクションの中に含まれていた化石についての報告として発表している。その標本はゾルンホーフェン近くのパッペンハイムという街に住むフリードリッヒ・フェルディナント伯爵から送られた物であり、アイヒシュテット産と言われているが発見と贈与の正確な日時は不明である。コリーニはその生物が全く新しい生物であることを理解し、いくつかの点で鳥類に似ているが明らかに鳥類ではないと結論したが、詳しい分類や命名は行わなかった。

### 爬虫類説
このアイヒシュテット標本の生物に命名したのはフランスのジョルジュ・キュヴィエである。彼は1801年にこの生物は長く伸びた指骨に翼膜を張って翼とし空を飛んでいた爬虫類であるという見解を発表した。1809年にはさらに詳細な論文をしたため、そのなかでこの生物に "Ptero-dactyle" という形で名前を与えている。原標本の所有者である選帝侯が家督相続の関係でマンハイムからミュンヘンに居城を移し、それに付随するコレクションの移動に伴う諸問題のため、ここまでの一連の研究でキュヴィエは一度も実際の標本を手に取ることなく、コリーニが残した論文とそこに掲載されていた詳細な銅版画のみによって研究を進めていた。

### 哺乳類説

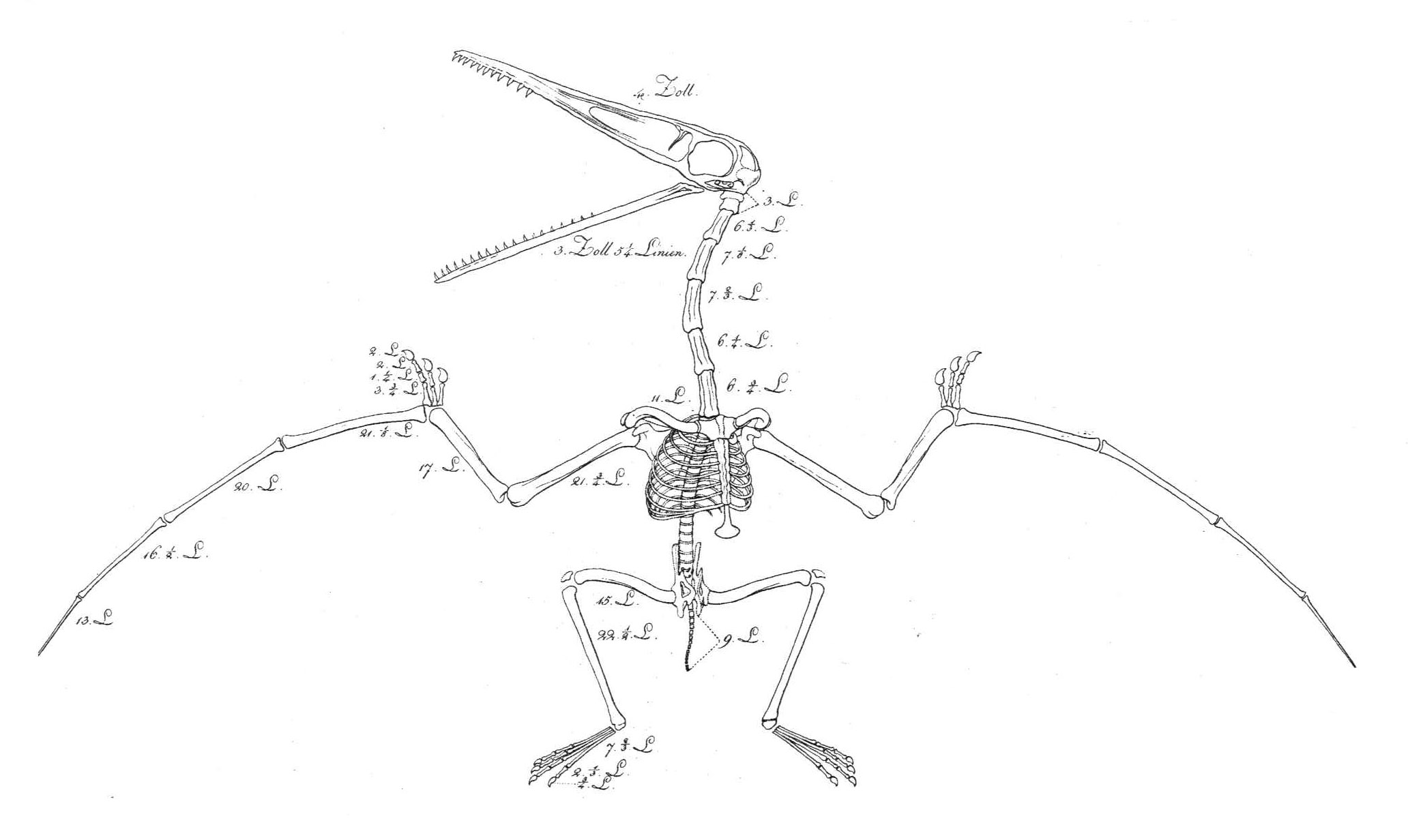
ゼメリンク (1812) による復元。肩帯・前肢の復元に誤りが見られる

選帝侯のコレクションはミュンヘンに移るとバイエルン科学アカデミーに寄贈され、アイヒシュテット標本は科学アカデミーの博物標本管理責任者となったザームエル・トーマス・フォン・ゼメリンク(Samuel Thomas von Sömmerring)によって研究されることとなった。ゼメリンクはキュヴィエの研究を知らぬまま1810年に講演という形で研究結果を発表し、その中で彼がOrnithocephalus antiquus と名付けたこの生物は哺乳類のコウモリの仲間であるという結論を表明した。1811年にキュヴィエの論文を知ったゼメリンクはその講演内容をアカデミーの紀要として1812年に掲載する際に、コリーニの説・キュヴィエの説共に批判的に論説している。しかしコウモリ説にこだわったため、キュヴィエと異なり標本を実際に調べることができた立場にいたにもかかわらず、彼の論文では上腕骨を胸骨と勘違いし、順に実際の前腕骨（尺骨と橈骨）を上腕骨に、実際の中手骨を前腕骨に、と間違えた骨格復元図が掲載されていた。
マンハイムの選帝侯コレクション中のこの奇妙な動物の化石にキュヴィエの注意を向けた人物であるヨハン・ヘルマンもこの動物が哺乳類説を支持した一人である。彼はこれを哺乳類と鳥類の中間に位置する哺乳類であると考えた。

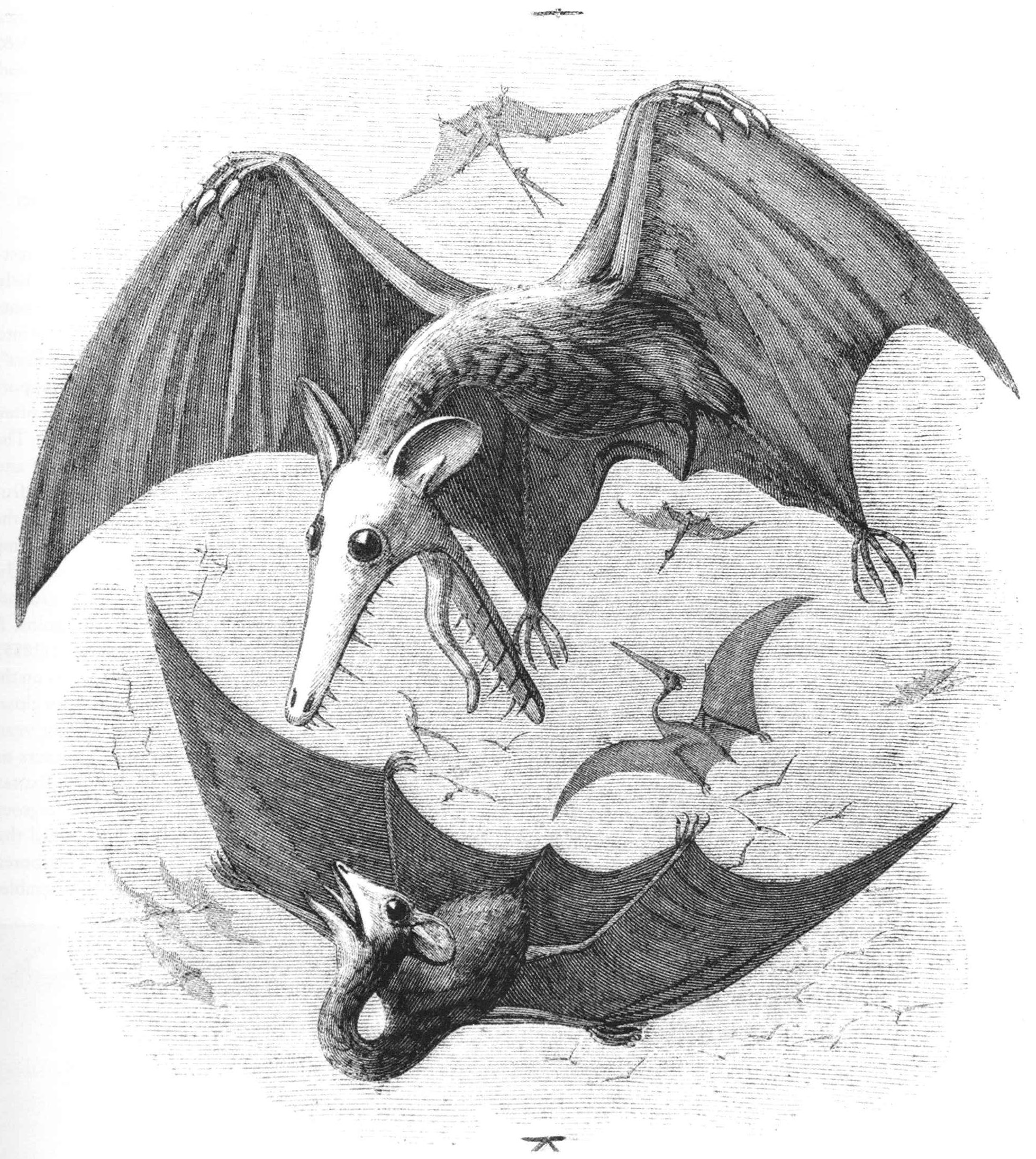
ニューマン (1843) により有袋類として毛皮と耳介付きで復元された翼竜

ゼメリンクらと同じくこの生物は飛翔する哺乳類だと考えた人物にイギリスのエドワード・ニューマンがいる。空を飛ぶという行動様式をとる以上、爬虫類のような変温動物ではなく活動的な恒温動物でなければならないという観点によるものであった。ただし彼の説がゼメリンクと異なるのは、翼手目（コウモリ）ではなく有袋類であると考えたことである。これには1831年にゲオルク・アウグスト・ゴルトフスがスカフォグナトゥス標本に体毛の痕跡が見られると発表したこと、さらにそれ以前にウィリアム・バックランドが記載したジュラ系ストーンズフィールド粘板岩産の"オポッサム"をめぐる論争が影響を与えていたといわれている。そのため彼が1843年に発表した復元図では、体毛と耳介をもって空を飛ぶ翼竜が描かれている。

### 鳥類説
この標本を、空を飛ぶ機能を持っているということからたいした疑問もなく鳥類に含める意見も存在した。人種の分類を確立したことでも有名なゲッティンゲン大学のヨハン・フリードリッヒ・ブルーメンバッハ(Johann Friedrich Blumenbach) はキュヴィエの発表と前後して、このアイヒシュテット標本が水鳥の化石であるという見解を提示している。
またセントジョージ・マイヴァートのように、翼竜を鳥類の祖先と考える者や、ハリー・ゴーヴィア・シーリーのように、同一の祖先から別れたごく近縁な生き物と考える者も居た。

### 水生生物説

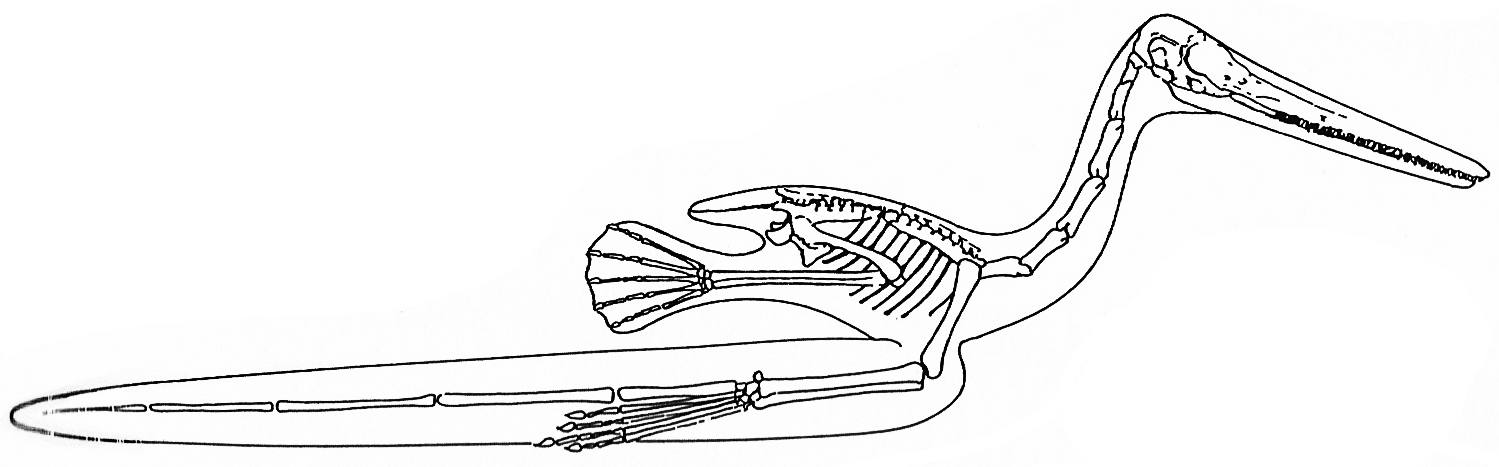
ヴァグラー (1830) による水生動物としての復元

上記の意見は全てプテロダクティルスは空飛ぶ生物だったという点で一致しているが、これに異を唱える説も出された。1830年、ミュンヘンのヨハン・ゲオルク・ヴァグラー(Johann Georg Wagler) はこの動物を彼が設立した新しい綱 （グリフィ綱：class Gryphi）に魚竜や首長竜や単孔類と共に属する水生の動物であると考えた。彼の復元によれば、前肢には翼膜がついていたのではなくペンギンやイルカのフリッパーのようになっており、それで水中を進んでいたとされた。

### 現在
しかし多くの意見にもかかわらず、キュヴィエの比較解剖学を駆使した科学的結論以上の説得力のある説はとうとう現れなかった。そのため、プテロダクティルスのみならず翼竜全体についても、それが飛翔性の爬虫類であるという彼の解釈は多くの支持を勝ち取り、現在に至っている。
なお、本属の模式標本は現在ミュンヘンのバイエルン国立古生物学地質学博物館(Bayerische Staatssammlung für Paläontologie und Geologie)に保管されている。

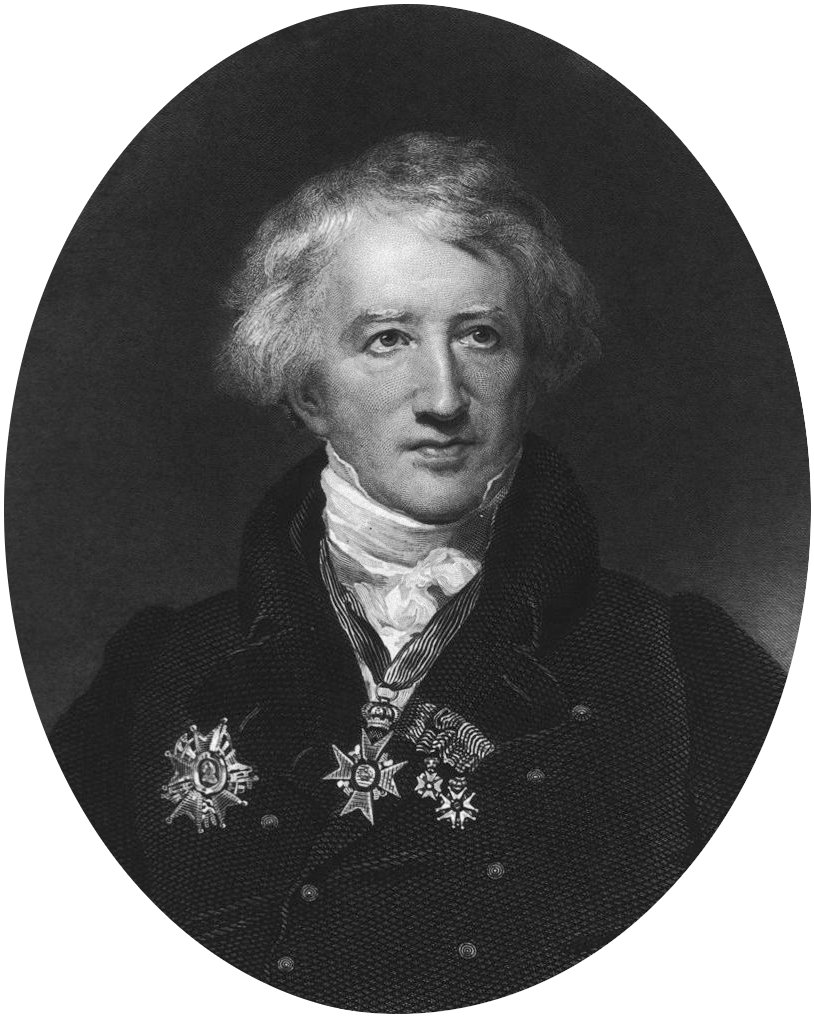
爬虫類説提唱者　ジョルジュ・キュヴィエ
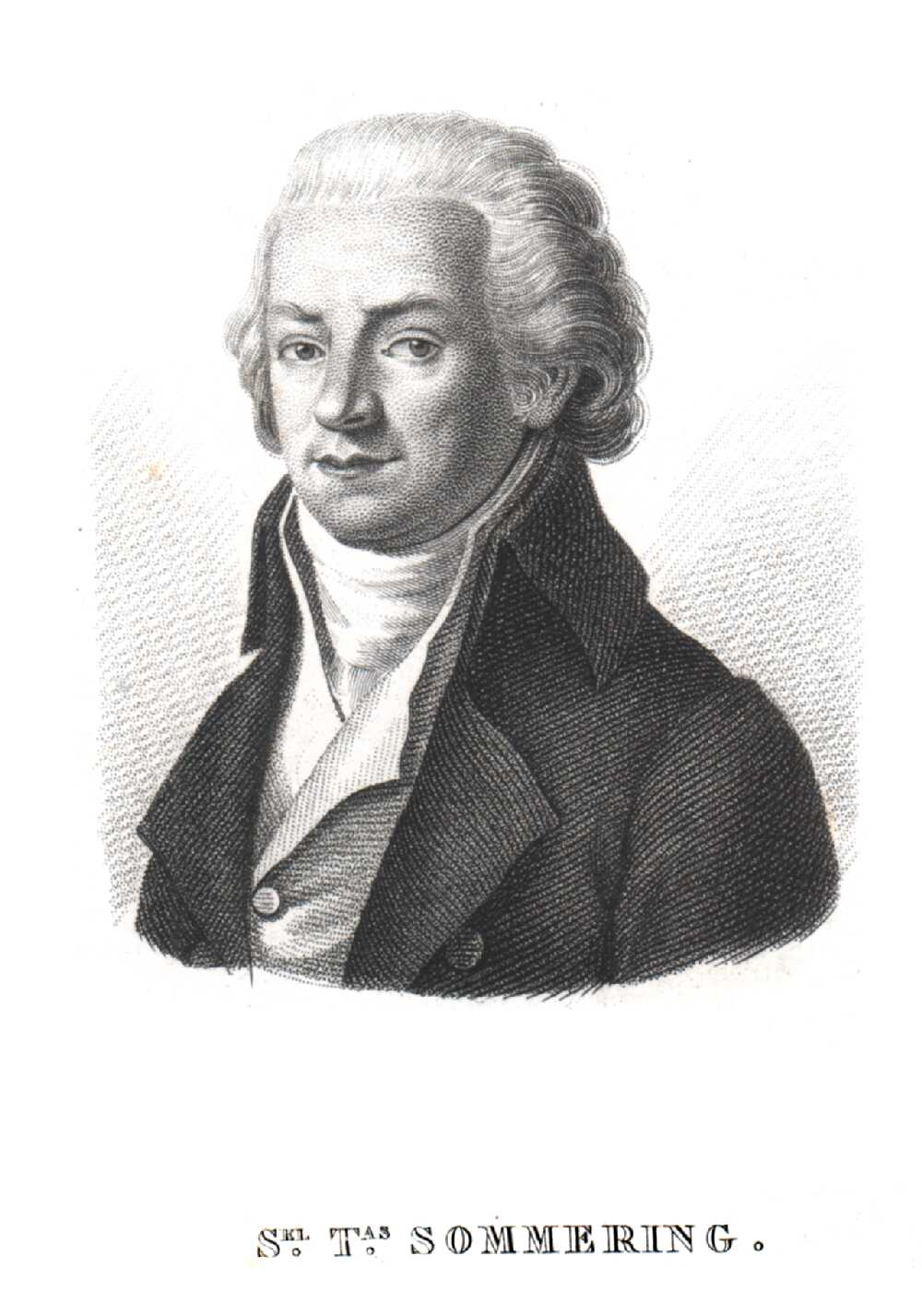
哺乳類説提唱者　ザームエル・トーマス・フォン・ゼメリンク
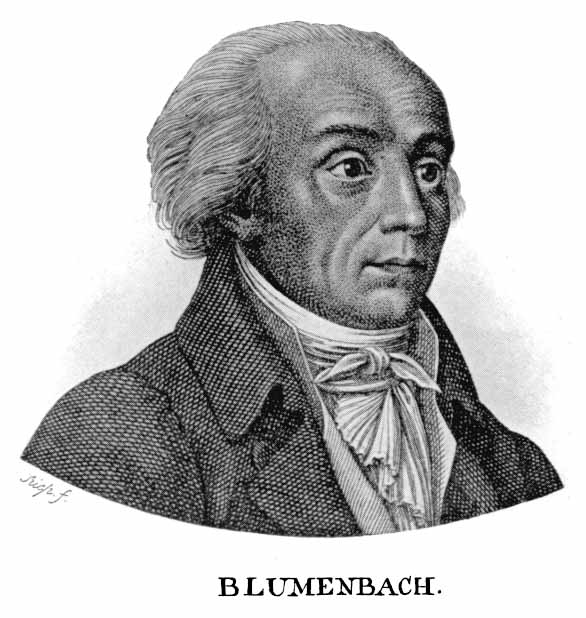
鳥類説提唱者　ヨハン・フリードリッヒ・ブルーメンバッハ
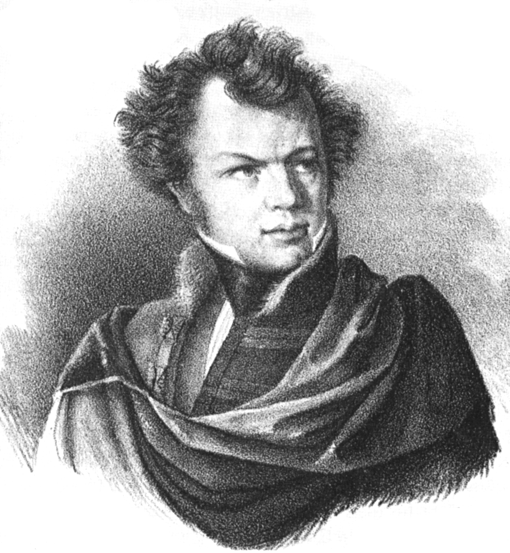
水生動物説提唱者　ヨハン・ゲオルク・ヴァグラー

## 分類
プテロダクティルスに対する最初の分類は古生物学者ヘルマン・フォン・マイヤーがプテロダクティルス属と当時知られていた他の翼竜を含むグループに "Pterodactyli" という名を与えたことに始まる。これは1838年にシャルル・リュシアン・ボナパルトによって科階級分類群として  "Pterodactylidae" と校正された。しかし．このグループには最近になっていくつかの競合する定義が与えられている。
2014年の初め、Steven Vidovic と David Martill は伝統的に Ctenochasmatoidea に近縁な Archaeopterodactyloidea だと見なされていたいくつかの翼竜が、より進化した Dsungaripteroidea の方に近縁であるかもしれず、場合によってはその両方の外側に位置しているかもしれないという分析結果を出した。これは2017年に発表され、その中で彼らはプテロダクティルス属を翼指竜亜目の基底的な位置に置いた。

|                   | Diopecephalus kochi                                                  |
|                   |                                                                      |
| Ctenochasmatoidea | \| \| Gallodactylidae \| \| \| \| \| \| Ctenochasmatidae \| \| \| \| |
|                   | \| \| Gallodactylidae \| \| \| \| \| \| Ctenochasmatidae \| \| \| \| |
|                   | Gallodactylidae                                                      |
|                   |                                                                      |
|                   | Ctenochasmatidae                                                     |
|                   |                                                                      |

|  | Gallodactylidae  |
|  |                  |
|  | Ctenochasmatidae |
|  |                  |

|  | Altmuehlopterus ramphastinus |
|  |                              |
|  | Dsungaripteroidea            |
|  |                              |

|                   | Diopecephalus kochi                                                  |
|                   |                                                                      |
| Ctenochasmatoidea | \| \| Gallodactylidae \| \| \| \| \| \| Ctenochasmatidae \| \| \| \| |
|                   | \| \| Gallodactylidae \| \| \| \| \| \| Ctenochasmatidae \| \| \| \| |
|                   | Gallodactylidae                                                      |
|                   |                                                                      |
|                   | Ctenochasmatidae                                                     |
|                   |                                                                      |

|  | Gallodactylidae  |
|  |                  |
|  | Ctenochasmatidae |
|  |                  |

|  | Altmuehlopterus ramphastinus |
|  |                              |
|  | Dsungaripteroidea            |
|  |                              |

|                   | Diopecephalus kochi                                                  |
|                   |                                                                      |
| Ctenochasmatoidea | \| \| Gallodactylidae \| \| \| \| \| \| Ctenochasmatidae \| \| \| \| |
|                   | \| \| Gallodactylidae \| \| \| \| \| \| Ctenochasmatidae \| \| \| \| |
|                   | Gallodactylidae                                                      |
|                   |                                                                      |
|                   | Ctenochasmatidae                                                     |
|                   |                                                                      |

|  | Gallodactylidae  |
|  |                  |
|  | Ctenochasmatidae |
|  |                  |

|  | Altmuehlopterus ramphastinus |
|  |                              |
|  | Dsungaripteroidea            |
|  |                              |

|                   | Diopecephalus kochi                                                  |
|                   |                                                                      |
| Ctenochasmatoidea | \| \| Gallodactylidae \| \| \| \| \| \| Ctenochasmatidae \| \| \| \| |
|                   | \| \| Gallodactylidae \| \| \| \| \| \| Ctenochasmatidae \| \| \| \| |
|                   | Gallodactylidae                                                      |
|                   |                                                                      |
|                   | Ctenochasmatidae                                                     |
|                   |                                                                      |

|  | Gallodactylidae  |
|  |                  |
|  | Ctenochasmatidae |
|  |                  |

|  | Altmuehlopterus ramphastinus |
|  |                              |
|  | Dsungaripteroidea            |
|  |                              |

|                   | Diopecephalus kochi                                                  |
|                   |                                                                      |
| Ctenochasmatoidea | \| \| Gallodactylidae \| \| \| \| \| \| Ctenochasmatidae \| \| \| \| |
|                   | \| \| Gallodactylidae \| \| \| \| \| \| Ctenochasmatidae \| \| \| \| |
|                   | Gallodactylidae                                                      |
|                   |                                                                      |
|                   | Ctenochasmatidae                                                     |
|                   |                                                                      |

|  | Gallodactylidae  |
|  |                  |
|  | Ctenochasmatidae |
|  |                  |

|  | Altmuehlopterus ramphastinus |
|  |                              |
|  | Dsungaripteroidea            |
|  |                              |

|                   | Diopecephalus kochi                                                  |
|                   |                                                                      |
| Ctenochasmatoidea | \| \| Gallodactylidae \| \| \| \| \| \| Ctenochasmatidae \| \| \| \| |
|                   | \| \| Gallodactylidae \| \| \| \| \| \| Ctenochasmatidae \| \| \| \| |
|                   | Gallodactylidae                                                      |
|                   |                                                                      |
|                   | Ctenochasmatidae                                                     |
|                   |                                                                      |

|  | Gallodactylidae  |
|  |                  |
|  | Ctenochasmatidae |
|  |                  |

|  | Altmuehlopterus ramphastinus |
|  |                              |
|  | Dsungaripteroidea            |
|  |                              |

|                   | Diopecephalus kochi                                                  |
|                   |                                                                      |
| Ctenochasmatoidea | \| \| Gallodactylidae \| \| \| \| \| \| Ctenochasmatidae \| \| \| \| |
|                   | \| \| Gallodactylidae \| \| \| \| \| \| Ctenochasmatidae \| \| \| \| |
|                   | Gallodactylidae                                                      |
|                   |                                                                      |
|                   | Ctenochasmatidae                                                     |
|                   |                                                                      |

|  | Gallodactylidae  |
|  |                  |
|  | Ctenochasmatidae |
|  |                  |

|  | Altmuehlopterus ramphastinus |
|  |                              |
|  | Dsungaripteroidea            |
|  |                              |

|                   | Diopecephalus kochi                                                  |
|                   |                                                                      |
| Ctenochasmatoidea | \| \| Gallodactylidae \| \| \| \| \| \| Ctenochasmatidae \| \| \| \| |
|                   | \| \| Gallodactylidae \| \| \| \| \| \| Ctenochasmatidae \| \| \| \| |
|                   | Gallodactylidae                                                      |
|                   |                                                                      |
|                   | Ctenochasmatidae                                                     |
|                   |                                                                      |

|  | Gallodactylidae  |
|  |                  |
|  | Ctenochasmatidae |
|  |                  |

|  | Altmuehlopterus ramphastinus |
|  |                              |
|  | Dsungaripteroidea            |
|  |                              |

以下の図は2018年の Longrich、Martill、Andres による分岐分析を基にした別の系統樹である。上記の系統樹とは異なり、彼らはプテロダクティルス属を Euctenochasmatia の中に分類してより派生的な位置に置いた。

|  | Germanodactylus cristatus     |
|  |                               |
|  | Germanodactylus rhamphastinus |
|  |                               |

| Gallodactylidae | \| \| Cycnorhamphus suevicus \| \| \| \| \| \| Normannognathus wellnhoferi \| \| \| \| |
|                 | \| \| Cycnorhamphus suevicus \| \| \| \| \| \| Normannognathus wellnhoferi \| \| \| \| |
|                 | Ctenochasmatidae                                                                       |
|                 |                                                                                        |
|                 | Cycnorhamphus suevicus                                                                 |
|                 |                                                                                        |
|                 | Normannognathus wellnhoferi                                                            |
|                 |                                                                                        |

|  | Cycnorhamphus suevicus      |
|  |                             |
|  | Normannognathus wellnhoferi |
|  |                             |

| Gallodactylidae | \| \| Cycnorhamphus suevicus \| \| \| \| \| \| Normannognathus wellnhoferi \| \| \| \| |
|                 | \| \| Cycnorhamphus suevicus \| \| \| \| \| \| Normannognathus wellnhoferi \| \| \| \| |
|                 | Ctenochasmatidae                                                                       |
|                 |                                                                                        |
|                 | Cycnorhamphus suevicus                                                                 |
|                 |                                                                                        |
|                 | Normannognathus wellnhoferi                                                            |
|                 |                                                                                        |

|  | Cycnorhamphus suevicus      |
|  |                             |
|  | Normannognathus wellnhoferi |
|  |                             |

|  | Germanodactylus cristatus     |
|  |                               |
|  | Germanodactylus rhamphastinus |
|  |                               |

| Gallodactylidae | \| \| Cycnorhamphus suevicus \| \| \| \| \| \| Normannognathus wellnhoferi \| \| \| \| |
|                 | \| \| Cycnorhamphus suevicus \| \| \| \| \| \| Normannognathus wellnhoferi \| \| \| \| |
|                 | Ctenochasmatidae                                                                       |
|                 |                                                                                        |
|                 | Cycnorhamphus suevicus                                                                 |
|                 |                                                                                        |
|                 | Normannognathus wellnhoferi                                                            |
|                 |                                                                                        |

|  | Cycnorhamphus suevicus      |
|  |                             |
|  | Normannognathus wellnhoferi |
|  |                             |

| Gallodactylidae | \| \| Cycnorhamphus suevicus \| \| \| \| \| \| Normannognathus wellnhoferi \| \| \| \| |
|                 | \| \| Cycnorhamphus suevicus \| \| \| \| \| \| Normannognathus wellnhoferi \| \| \| \| |
|                 | Ctenochasmatidae                                                                       |
|                 |                                                                                        |
|                 | Cycnorhamphus suevicus                                                                 |
|                 |                                                                                        |
|                 | Normannognathus wellnhoferi                                                            |
|                 |                                                                                        |

|  | Cycnorhamphus suevicus      |
|  |                             |
|  | Normannognathus wellnhoferi |
|  |                             |

## 名称
Pterodactylus という名称は、1815年にコンスタンティン・サミュエル・ラフィネスク (Constantine Samuel Rafinesque) が著書の中でキュビエの命名のラテン語化として Pterodactylus Cuv. としたものと、ラフィネスクのラテン語化に気づかなかったキュヴィエが1819年に自身の論文の中でアイヒシュテット標本に対して命名したPterodactylus longirostris という形で公表したものがその始まりである。いずれにしてもこれは国際動物命名規約  (ICZN) 上、1809年にPtero-dactyle という形で発表した物を学名の記名法に合わせるため微修正しただけと判断される。すなわちICZN 33.2 において規定されている"正当な修正名"に相当し、命名の優先権と日付は保持されるので、属名の命名年は1809年となる。そのためこの名称は1812年に文書として発表されたゼメリンクのOrnithocephalus に対して優先権を持つ。（ゼメリンクの1810年の発表は講演であったので、規約上の正式な発表は1812年となる）
しかし、1809年の時点ではキュヴィエは種に対しては命名していなかったので、種小名としてはキュヴィエが1819年に命名したlongirostris ではなく1812年ゼメリンク命名のantiquus に優先権がある。そのためプテロダクティルス属の模式種の名称はPterodactylus antiquus となり、種への命名者もゼメリンクである。現在有効とされている命名者は以下のようになっている。
- 属：Pterodactylus　Cuvier, 1809
- 模式種：Pterodactylus antiquus　(Sömmerring, 1812)

また、世界で最も古く報告された翼竜であるためしばらくは空を飛ぶ爬虫類の代表格として扱われていたことから、英語の "pterodactyl" や日本語の「翼手竜」のように、この生物名に由来する言葉が翼竜目全体を指す専門的でない俗語的な言葉として使われている場合がある。